# Heminothrus humicola
Heminothrus humicola är en kvalsterart som först beskrevs av Forsslund 1955.  Heminothrus humicola ingår i släktet Heminothrus och familjen Camisiidae. Inga underarter finns listade i Catalogue of Life.